# Kościół św. Karola Boromeusza w Żyrardowie
Kościół pw. św. Karola Boromeusza – najstarszy kościół pierwszej parafii rzymskokatolickiej w Żyrardowie, wzniesiony w 1891 ze środków Karola Dittricha jr. w stylu neogotyckim.

## Historia
Świątynia pw. św. Karola Boromeusza początkowo była kościołem filialnym parafii w Wiskitkach i stanowiła bazę oraz argument za utworzeniem parafii rzymskokatolickiej w Żyrardowie, co miało miejsce w 1898 r.. Karol Dittrich jr. z okazji utworzenia nowej parafii podarował jej kościół na wieczystą własność. Pensję księżom parafii żyrardowskiej tak katolickiej, jak i ewangelickiej płaciła fabryka. 
Kościół okazał się niewystarczający już w chwili oddania do użytku i pełnił swoją funkcję głównego kościoła katolickiego osady fabrycznej (która aż do 1898 r. podlegała parafii rzymskokatolickiej w pobliskich Wiskitkach, gdzie znajdował się główny kościół tejże parafii) zaledwie do 22 maja 1898 r., a de facto przez kilkanaście lat, do momentu wzniesienia i wykonania wnętrza w stanie surowym zamkniętym kościoła pw. Matki Bożej Pocieszenia w 1903 r., który przejął większość jego zadań.

## Architektura

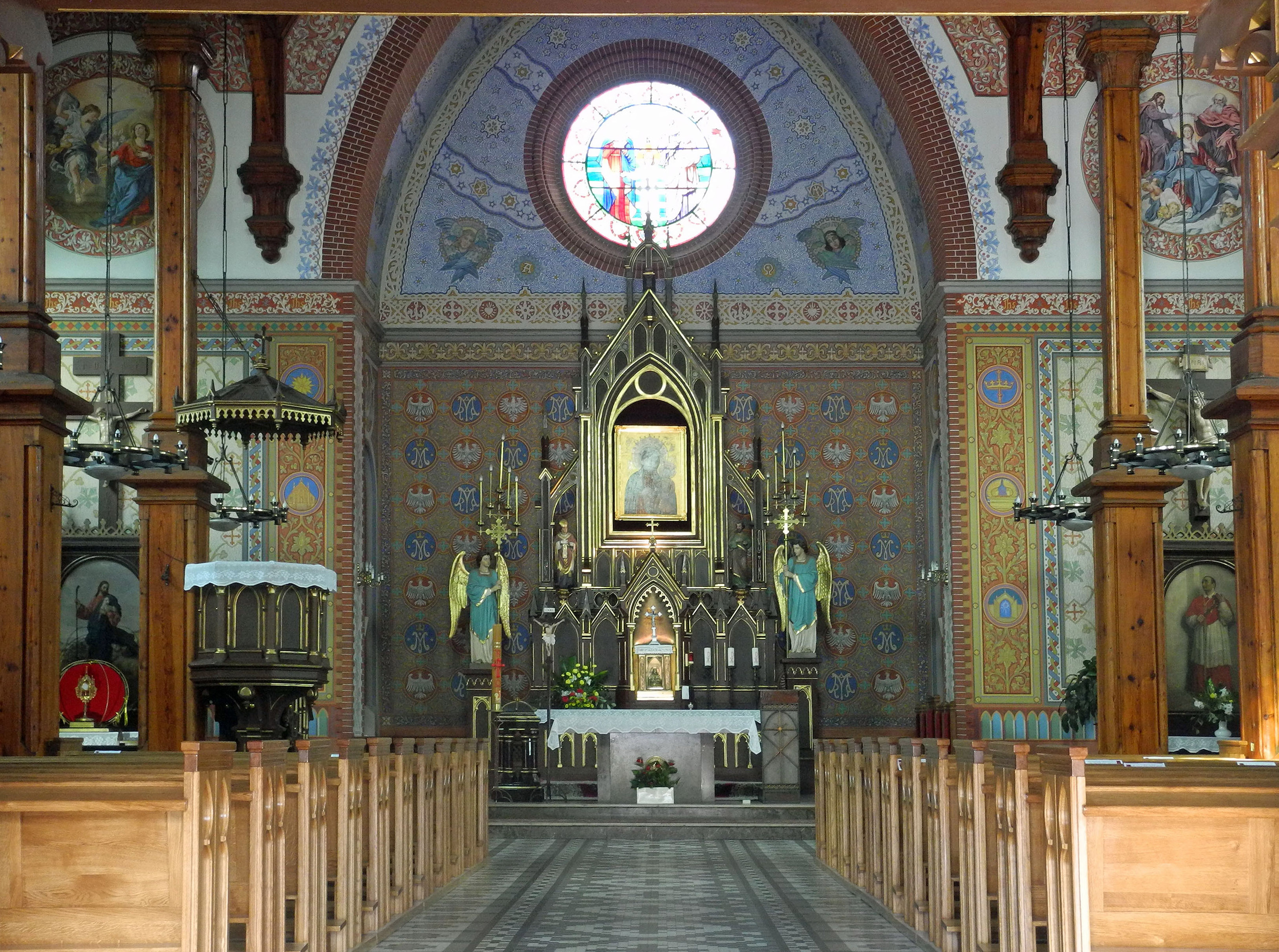
Wnętrze kościoła

Kościół zbudowano na planie prostokąta z addycyjnym prezbiterium (także zamkniętym prostokątnie); swoją formą nawiązuje do kościołów halowych; słupy dzielą wnętrze na trzy nawy, z których środkowa jest nieznacznie wyższa; nawy boczne są przykryte stropem drewnianym, natomiast nawa główna posiada także drewniane sklepienie pozorne. Posadzkę ułożono z białych, szarych i czarnych płytek we wzory geometryczne. Kościół posiada trzy ołtarze, z których główny jest poświęcony patronowi i Matce Boskiej Częstochowskiej i został wykonany w stylu neogotyckim; obraz ołtarzowy został namalowany przez Augusta Frinda - nadwornego malarza Dittrichów. Ołtarze boczne zostały poświęcone Chrystusowi Dobremu Pasterzowi oraz Matce Bożej Niepokalanie Poczętej; na chórze znajdują się organy z pracowni braci Rieger (obecny instrument jest rekonstrukcją); kościół uległ zniszczeniu w wyniku pożaru w 1978 (zniszczeniu uległa znaczna część korpusu głównego, czemu sprzyjało zastosowanie drewna w konstrukcji stropu i sklepienia pozornego nawy głównej, mocno uszkodzony został także prospekt organowy), jednak został odbudowany według pierwotnych założeń i bez wprowadzania nowych elementów do wnętrza. Kościół z czerwonej nieotynkowanej cegły nie posiadał nigdy dzwonnicy; niewielki dzwon został zainstalowany w wieżyczce na fasadzie; świątynia jest obiektem orientowanym (prezbiterium po stronie wschodniej), otoczonym ogrodzeniem z końca dziewiętnastego wieku, w obrębie którego zachowały się resztki zabytkowego drzewostanu.
W 2008 oczyszczono z nawarstwień brudu pochodzącego z dymu i zanieczyszczeń atmosferycznych część ścian zewnętrznych, w tym fasadę.